# Puerto Gaboto
Puerto Gaboto of Gaboto is een plaats in het Argentijnse bestuurlijke gebied San Jerónimo in de provincie Santa Fe. De plaats telt 2.483 inwoners.